# Artemisia Gentileschi
Artemisia Gentileschi (Róma, 1593. július 8. – Nápoly, 1654. január 31. után) a legismertebb olasz festőművésznő a barokk korai korszakából, Caravaggio egyik legjobb követője. Abban a korban, amikor a nőket még nem fogadta be a művészek közössége, ő volt az első nő, aki a firenzei művészeti akadémia (Accademia dell'Arte del Disegno) tagja lett.
Korát messze megelőző munkásságában olyan témák jelentek meg, mint a szexuális zaklatás, a sorsukat saját kezükbe vevő erős nők, illetve a női összefogás. (Mai kifejezéssel élve a sisterhood.) 

## Élete
A neves festő, Orazio Gentileschi és Prudenzia di Ottaviano Montoni első gyermeke volt. Apja a Caravaggio által teremtett festészeti iskola egyik legnagyszerűbb reprezentánsa. Az ő műhelyében tanulta a rajzolást, a színkeverést, a festészetet, és nagyobb tehetséget árult el, mint öccsei, akik szintén apjuknál tanultak.
Első jelentős munkáját (Zsuzsanna és a vének) 17 évesen készítette valószínűleg apja segítségével. Már ez a műve is új értelemmel tölti meg az unalomig ismert bibliai történetet. A kéjvágyó két aggastyán zsarolással próbálja szeretkezésre kényszeríteni Zsuzsannát, akit hűtlenséggel akarnak megvádolni, ha nem teljesíti kérésüket. A férfiak felsőbbrendű pozíciójukkal visszaélve összefognak a sebezhető nő ellen, aki meztelenül (elvégre fürödni készült), kifacsart testtel, iszonyodó, rettegő arckifejezéssel kísérel meg ellenállni – húsba markoló ábrázolás a zaklatásról.
1612-ben, vitathatatlan tehetsége ellenére, elutasította felvételi kérelmét a művészeti akadémia. Apja ebben az időben ismerte meg Agostino Tassi festőt, akit szerződtetett Artemisia oktatására. A férfi visszaélt a bizalommal, s a lányt megerőszakolta. Bár házasságot ígért, ezt nem tudta betartani, ugyanis nős volt. Orazio feljelentette, s ezzel hét hónapig tartó per vette kezdetét.

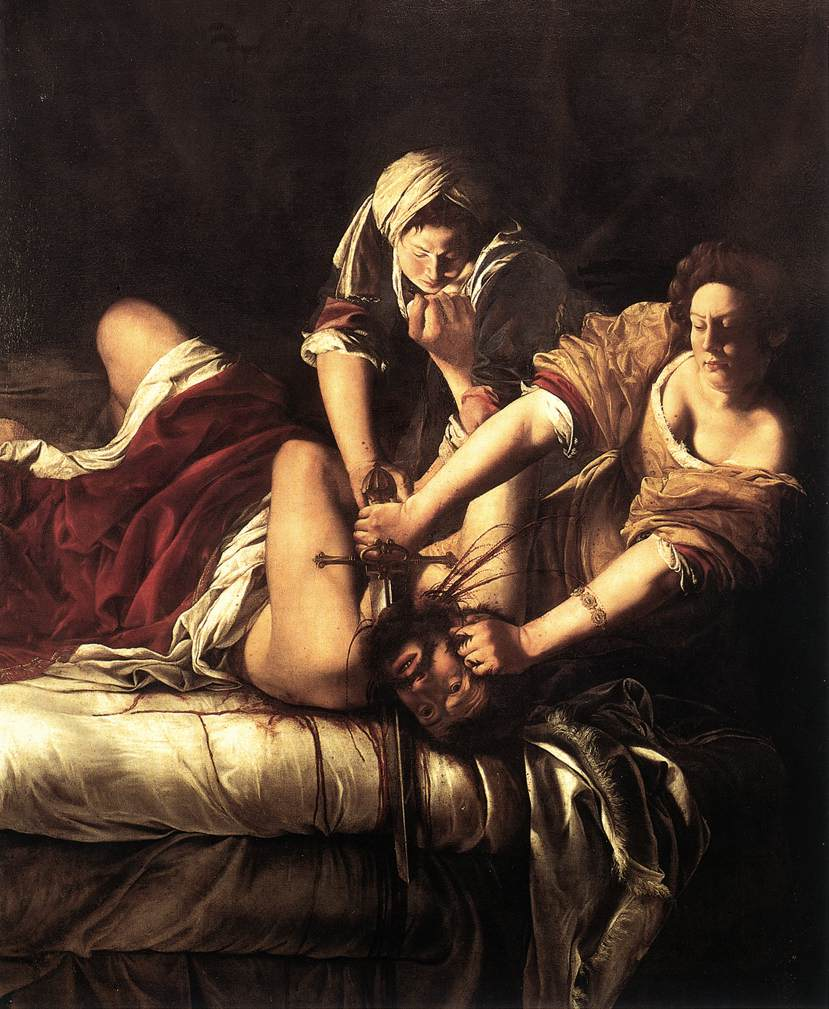
Judit lefejezi Holofernészt, második változat (1614-1620), Uffizi, Firenze

Mivel Tassi prostitúcióval vádolta Artemisiát, a lánynak a nagy port felvert, a közvéleményt erősen megosztó perben azt kellett bizonyítani, hogy szűz volt, mielőtt Tassi megerőszakolta. „Nőgyógyászati” vizsgálaton kellett megjelennie, ezenkívül kínzásnak vetették alá. Az akkori hiedelem szerint, aki a tortúrán is azt vallja, amit a kínzás előtt, az igazat mond. A lány ujjait bőrszíjakkal fokozatosan elszorították, ami különösen kegyetlen eljárás volt egy festővel szemben. A per végére megállapították, hogy Tassi valóban megerőszakolta a lányt, ezenkívül eltervezte felesége megölését, Gentileschi néhány képének elrablását, és – az akkori megítélés szerint „vérfertőző” – viszonyt folytatott a sógornőjével. Mindezekért mindössze egy év gályarabságra ítélték, amit szintén sikerült elkerülnie.
Ezek után Artemisia nem maradhatott Rómában. Apja feleségül adta egy szerény képességű firenzei festőhöz, Pietro Vincenzo Stiattesihez, s az ifjú pár Firenzébe költözött. Ott Artemisia sikeres és elismert udvari festő lett, aki élvezte a Medici-család támogatását. Az akadémia a tagjai közé fogadta, és sok jelentős művésszel ismerkedett meg. Hosszú ideig jó kapcsolatban volt Galileo Galileivel, és rajongói közé tartozott Michelangelo unokaöccse is, aki megbízta a Buonarroti-ház festménygalériájának díszítésével.

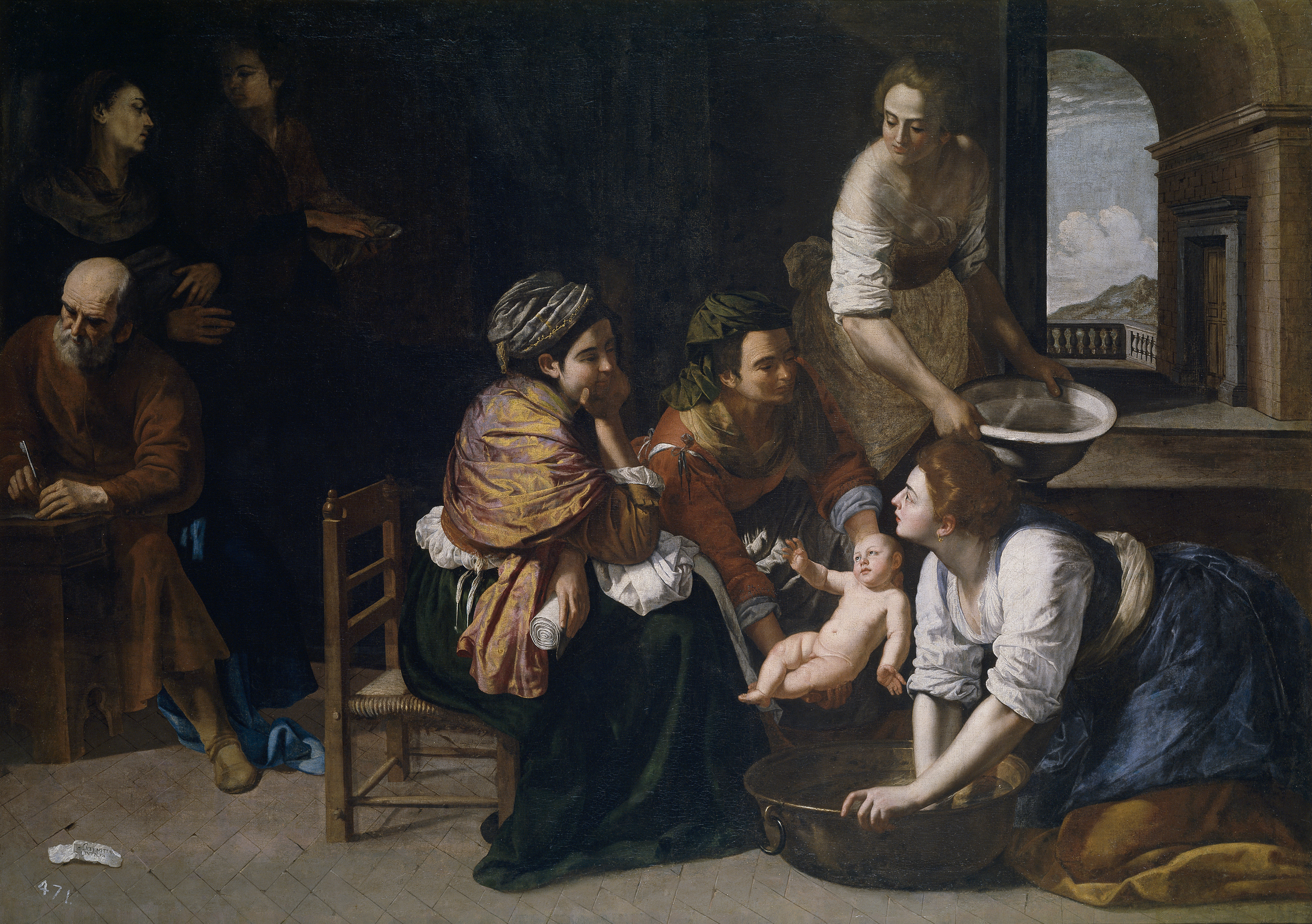
Keresztelő Szent János születése (1635 körül)

A házaspárnak Firenzében egy lánya és négy fia született, de csak a lány, Prudenzia érte meg a felnőttkort. Annak ellenére, hogy Artemisia Firenzében rendkívül sikeres volt, költséges életmódjuk miatt sok gondja volt a hitelezőkkel és a férjével. Ezek a problémák oda vezettek, hogy 1621-ben visszatért Rómába, ahol otthont teremtett és gyermeket nevelt. Prudenzia mellett valószínűleg 1627-ben házasságon kívül született még egy lánya. Belépett az ottani Accademia di San Luca tagjai közé. Azonban művészi hírneve, erős személyisége és számos hasznos kapcsolata ellenére Róma nem váltotta be reményeit, nem kapott jelentős megrendeléseket. Valamikor 1627 és 1630 között Velencébe költözött, ahol megfestette egyetlen ismert portréját egy városi elöljáróról. 1630-ban átköltözött Nápolyba, mert az a város gazdag volt műhelyekben és műpártolókban. Sok híres festő, mint Caravaggio vagy Annibale Carracci, töltötte ott életének egy szakaszát.
Artemisia második otthonának tekintette Nápolyt és később mindig visszatért ide. Mindkét lánya itt ment férjhez. 1638-ban a festőnő követte apját Angliába, ahol Orazio I. Károly angol király udvari festője lett. Apa és lánya újra együtt dolgozott, s legfontosabb munkájuk Mária Henrietta királyné greenwichi palotája mennyezetdekorációjának elkészítése volt. Orazio 1639-ben meghalt, és Artemisia önállóan folytatta a munkát. A polgárháború kezdetén, 1642-ben elhagyta Angliát, valószínűleg 1649-ben visszatért Nápolyba. A közbeeső évekről nincs adat. Második nápolyi periódusában Antonio Ruffo volt a mentora és legfőbb megbízója. Artemisia utolsó ismert levele 1650-ben kelt, és a festő aktív művészi életéről árulkodik. 
Valószínűleg 1654 januárja után hunyt el, Nápolyban. Ismereteink szerint egy pusztító pestisjárvány végzett vele.

## Művészete

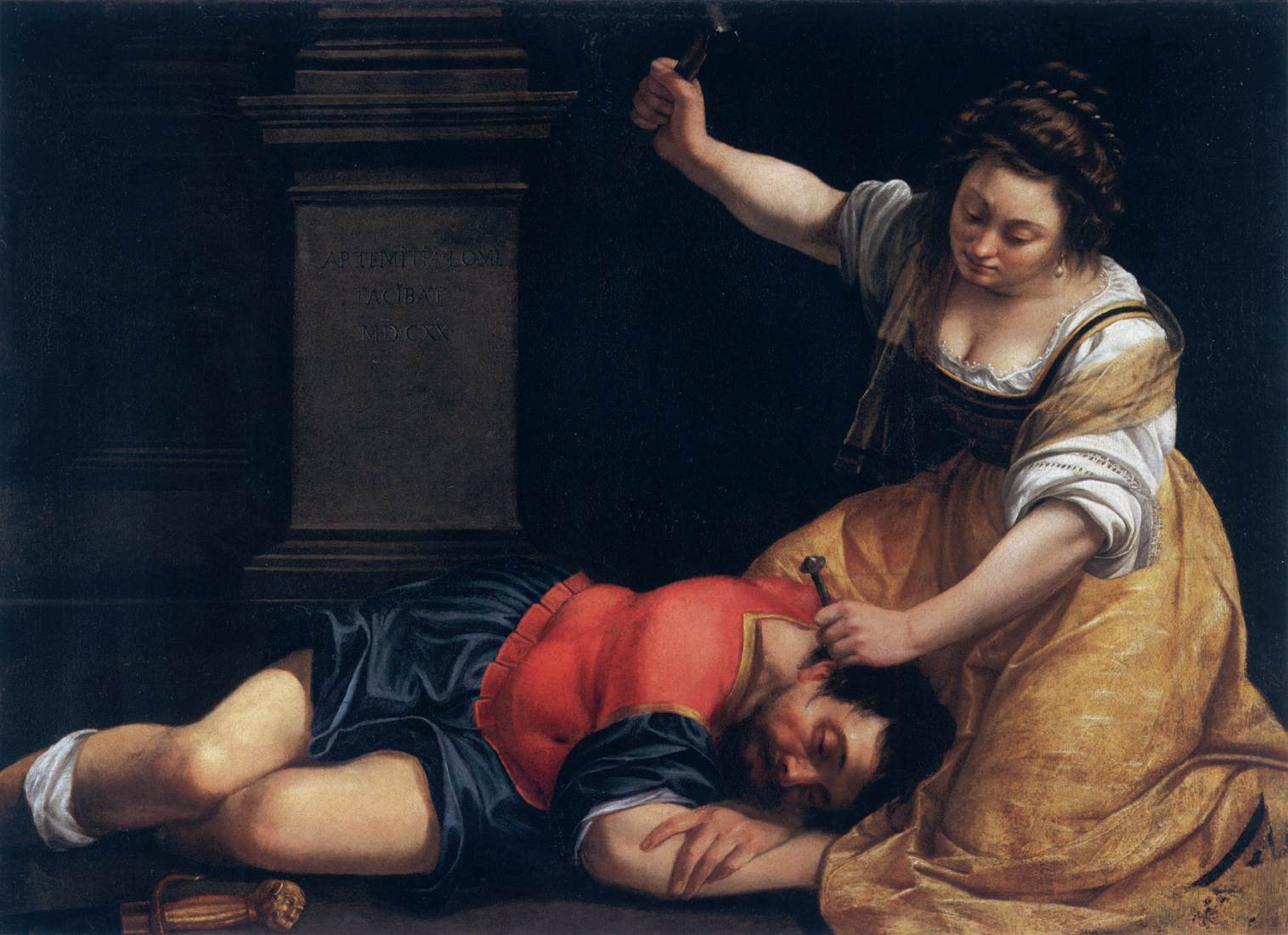
Jáhel és Sisera (1620) - ez a műve a Szépművészeti Múzeumban található

Artemisia egész életművére rányomta bélyegét az ifjúkorában elszenvedett megaláztatás: képein keresztül állt bosszút az erőszakért (az "egész férfitársadalmon"-szóhasználat kerülendő, mert nagyon szubjektív, a szerző(k) feminista látásmódjára utal, ami a tényanyag szempontjából irreleváns). Gyakran örökített meg tehetetlen férfiak meggyilkolását ábrázoló, vérgőzös jeleneteket, mint az 1612-ben festett Judit lefejezi Holofernészt (amelynek később elkészítette egy nagyobb méretű változatát is) 
Ez a festmény jellegzetesen barokk mű: drámai és monumentális. Ugyanakkor modern hatás tesz a szemlélőre, oly naturális – itt a vér nem jelzésszerűen csordogál, hanem teljesen beszennyezi a fehér ágyneműt. A férfi küzd az életéért még haláltusájában is, de a nőalak nem ismert irgalmat, a végletekig elszánt. A nemi sztereotípiák tehát megfordulnak. A nő az aktív. A férfi a passzív. Már a térbeli elhelyezkedésük is árulkodó: a nő áll, a férfi tehetetlenül fekszik. A festményen láthatóan feje tetejére áll a világ rendje.
Ugyancsak hasonló témát örökít meg a Szépművészeti Múzeumban látható Jáhel és Sisera.  Itt is egy erőteljes nő öl meg könyörtelenül egy, a földön heverő, védekezésre képtelen férfit. Szöget ver a koponyájába. Artemisia Gentileschi inspirációt ez esetben is a Bibliából merített. 
Imént említett képeit érdekes összevetni Kleopátra című festményével. Itt nem egy férfit, hanem egy nőt: az egyiptomi királynőt láthatjuk haldoklás közben. Ez az alkotása mintha kevésbé lenne meggyőző. 
Szinte brutálisnak mondható képei mellett festett finom és bensőséges műalkotásokat is. Igaz, ezek a "nőies"-nek minősíthető művei korántsem hatnak akkora erővel. 
Caravaggio hatása igen nagy volt egész életművére, főként az intenzív színek, a megvilágítás és az alakok beállítása terén. Mivel mind ő, mind apja Caravaggio követője volt, és sokat dolgoztak együtt, hasonlított a stílusuk. Néhány képről ma sem lehet eldönteni, melyikük munkája. De mintha Artemisia képein több lenne az érzelem, a bensőségesség.
Artemisia abban is egyedülálló volt korában, hogy nem a szokásos „női” témákat festette: portrékat, virág- és gyümölcscsendéleteket, tájképeket, hanem nagy formátumú történelmi képeket, bibliai vagy mitológiai jeleneteket. Ez addig a férfi festők kiváltsága volt. Képeinek főszereplői gyönyörű, erős akaratú, elszánt nők, sokuknak az arcvonásai hasonlítanak önarcképére, mely egy rendkívüli szépséget örökít meg. 
Különösen kedvelt témája volt a meztelen női test ábrázolása. Zsuzsannát, Bethsabét, Danaet és Dianát egyaránt vászonra álmodta. Műveinek egy másik csoportjában a nemiség és a szenvedés, illetve a halál együtt jelentkezik, mintegy egymást feltételezi: Judit szinte mészárszéket rendez be, amikor lefejezi Holofernészt,  az Ószövetség másik férfiölő hősnője, Jáel nagy erővel sújt le Sziszerára, Salome elégedetten veszi szemügyre Keresztelő Szent János fejét a tálcán, de idesorolható a kígyó által megmart meztelen Kleopátráról, vagy a Corisca nimfát üldöző szatírról festett képe is.
Napjainkban Artemisia Gentileschi művészete reneszánszát éli, alkotásai jól szerepelnek az aukciókon, a kiállításokon pedig tömegek kíváncsiak rájuk. Ez leginkább annak köszönhető, hogy a feministák felfedezték maguknak a festményeit, amelyeken a nőalakok egyenrangúak a férfiakkal, sőt gyakran el is bánnak velük. Úgy értékelik tehát, hogy képeivel küzdött a női művészekkel kapcsolatos sztereotípiák ellen.
Mára valóságos ikon lett. A domináns férfivilággal szembeszálló, önálló, erős nő jelképe. Hatása kimutatható a másik nagy feminista ikon festőnő, Tamara de Lempicka művészetében, aki ugyancsak erőtől duzzadó, szinte már robusztusnak mondható nőalakokat festett - olyan nőket, akik maguk alakítják a sorsukat, csakis a saját szabályaik szerint hajlandóak élni.

## Aukciós sikerek
Az Önarckép lantművészként című festménye gyakorlatilag ismeretlen volt még a műértők előtt is, amikor 1998-ban a Sotheby’s aukcióján áruba bocsátották, 2014-ben viszont már 3 millió dollárért vásárolta meg egy hartfordi múzeum.
Artemisia Gentileschi felértékelődének eklatáns bizonyítéka, hogy 2019-ben már még többért: 6,1 millió dollárért kelt egy festménye, és a londoni National Gallery önálló tárlaton mutatta be élénk érdeklődést kiváltó, magas minőséget képviselő művészetét.

## Cenzúrázott művének digitális helyreállítása
Firenzei restaurátorok úgy döntöttek, hogy Artemisia Genileschi a Hajlandóság allegóriája című festményét digitálisan fogják lemezteleníteni. 
Az 1616-ra datálható mű eredetileg egy meztelen nő, minden bizonnyal a saját életnagyságú portréja volt, ám hetven évvel később a korabeli cenzúra nyomására kényesebb testrészeit drapériákba, fátylakba burkolták. 
Az utólag ráfestett fátylakat sajnos már nem lehetett eltávolítani a képről, ezért a szakemberek ehelyett egy digitális változatát készítették el az eredeti képnek, s ezt egy 2023 októberében nyíló kiállításon mutatták be a nagyközönségnek.

## Ismert mondása
Artemisia Gentileschi átérezte, hogy női mivolta akadályokat állít az elé, hogy művészként érvényesülhessen. 
Patrónusának, Antonio Ruffonak így fogalmazta meg ezzel kapcsolatos aggodalmát:

„Attól tartok, ha megnézi a festményemet, azt fogja gondolni rólam, hogy arrogáns és szemtelen vagyok… Sajnálkozva gondol rám, hisz egy női név kétségeket ébreszt, mindaddig, míg az alkotását meg nem pillantja.”

## Film
"Filmre kínálkozó" életéről Artemisia címmel készült francia-német-olasz koprodukcióban forgatott életrajzi dráma 1997-ben Agnes Merlet rendezésében. Artemisia Gentileschit Valentina Cervi személyesítette meg. Édesapját Michel Serrault, Agostino Tassi szerepét Predrag Miki Manojlović alakította. A filmet a legjobb idegennyelvű film kategóriában Golden Globe-díjra jelölték.  

## Galéria

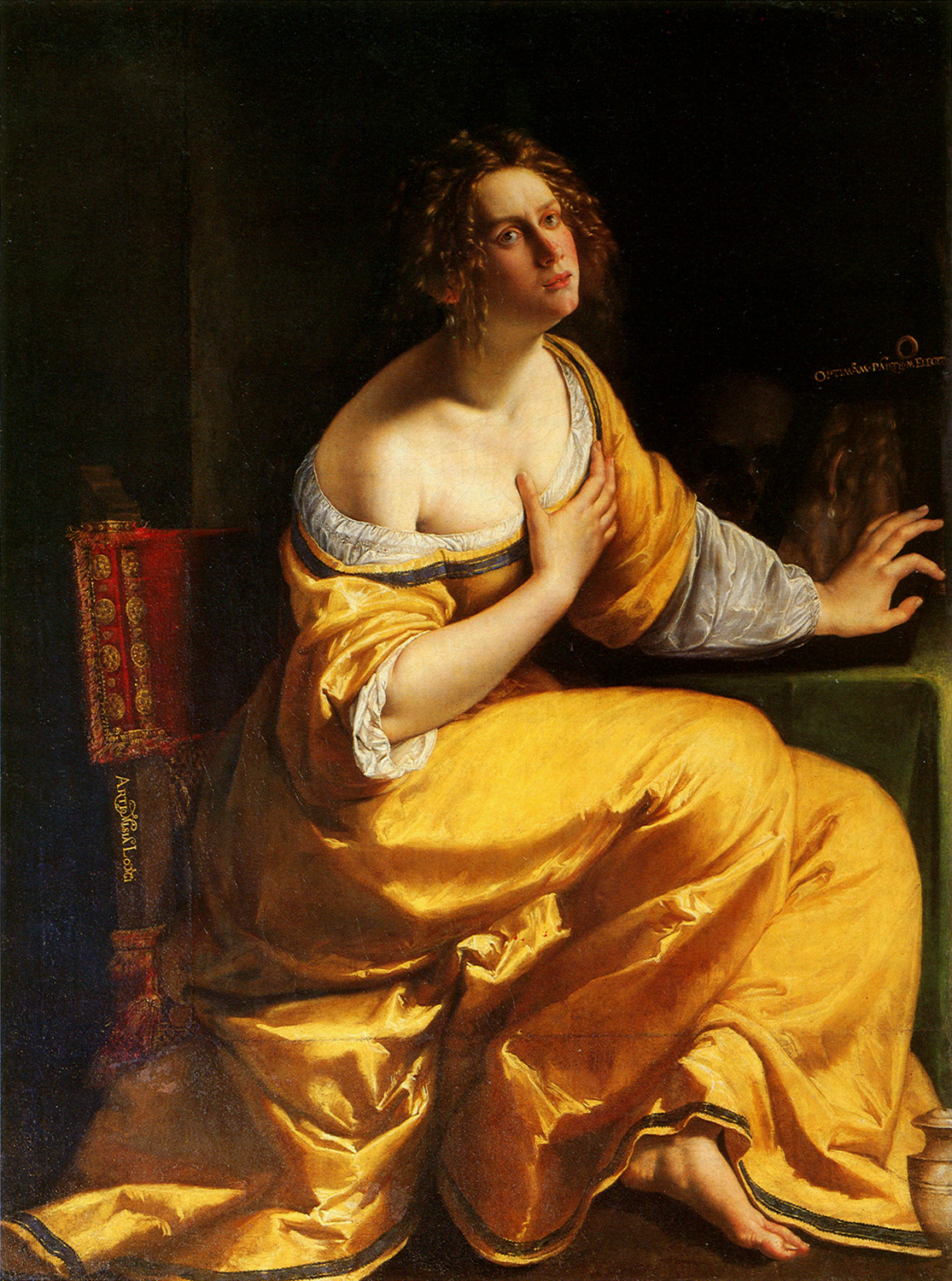
Mária Magdolna
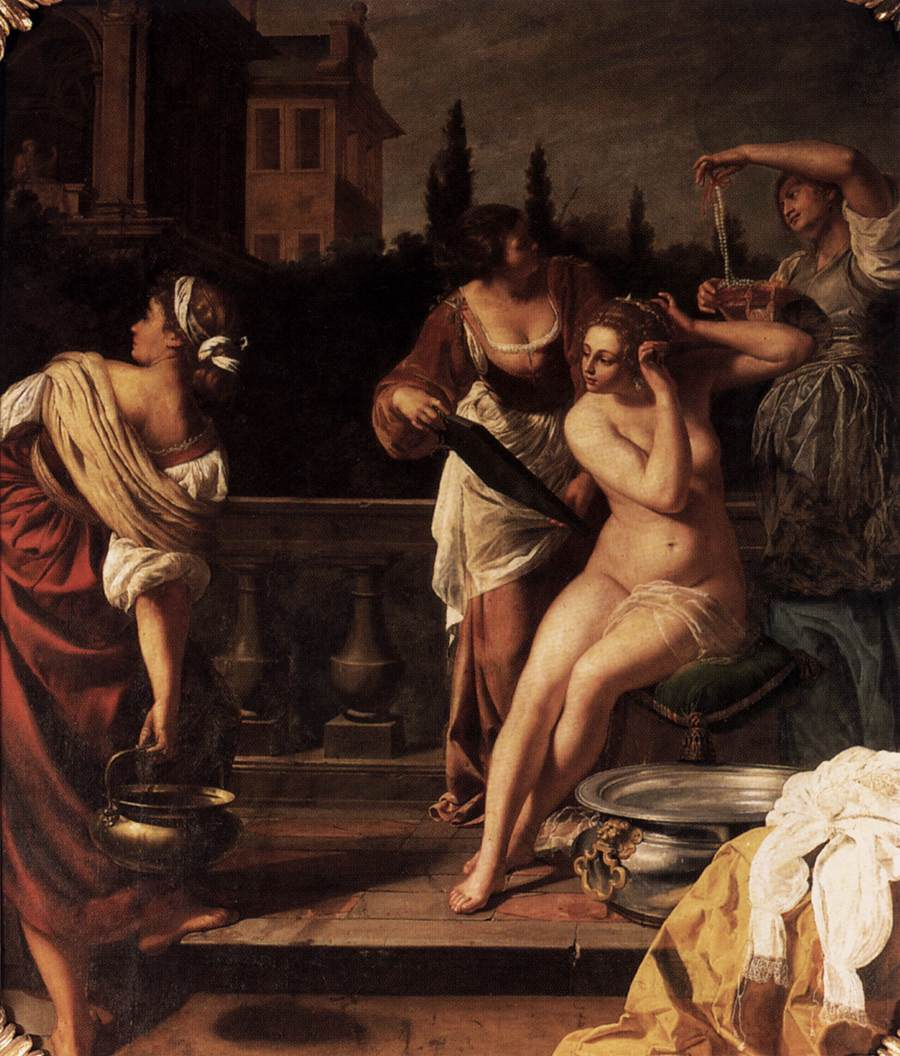
Betsabé
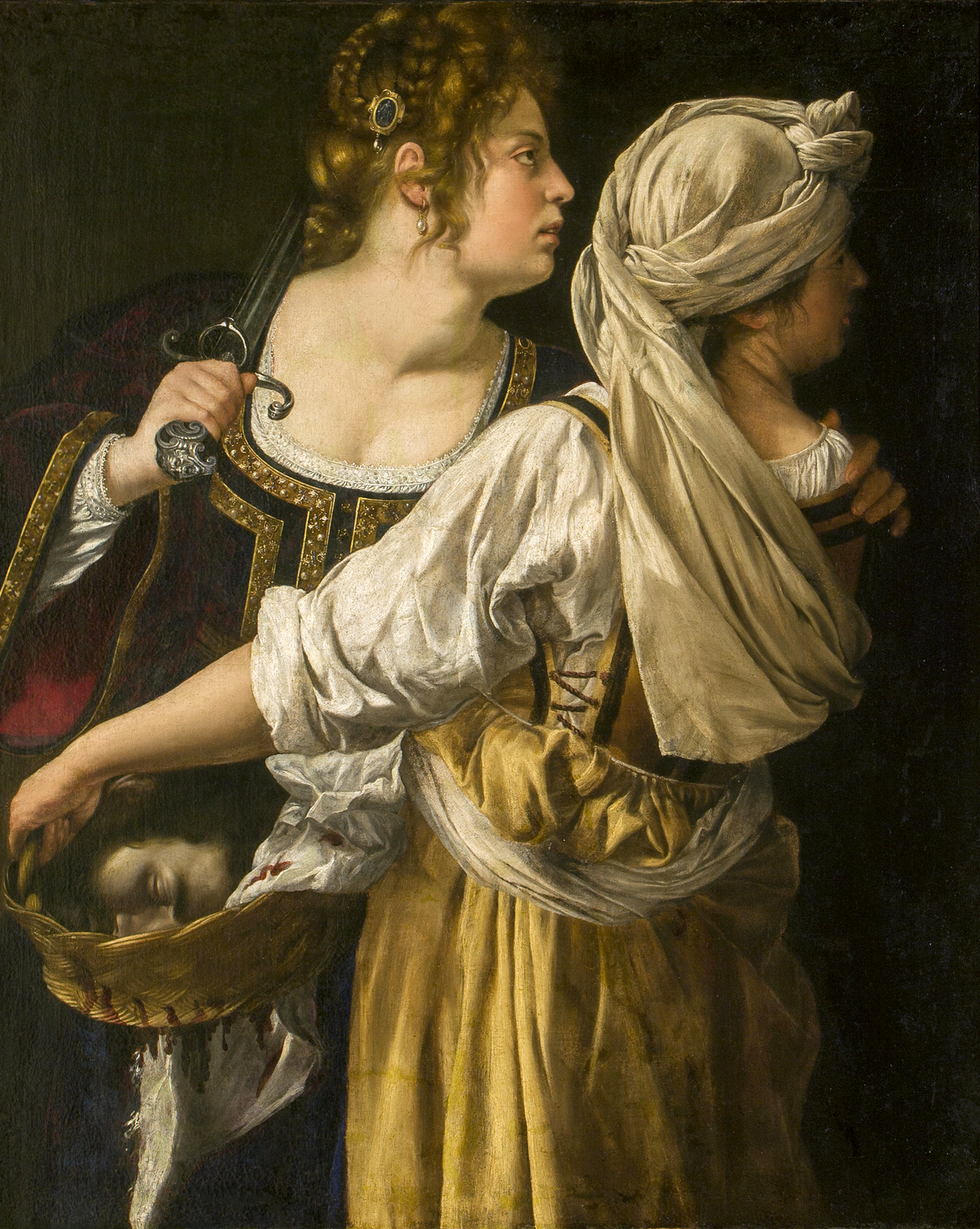
Judit és szolgálója Holofernész fejével
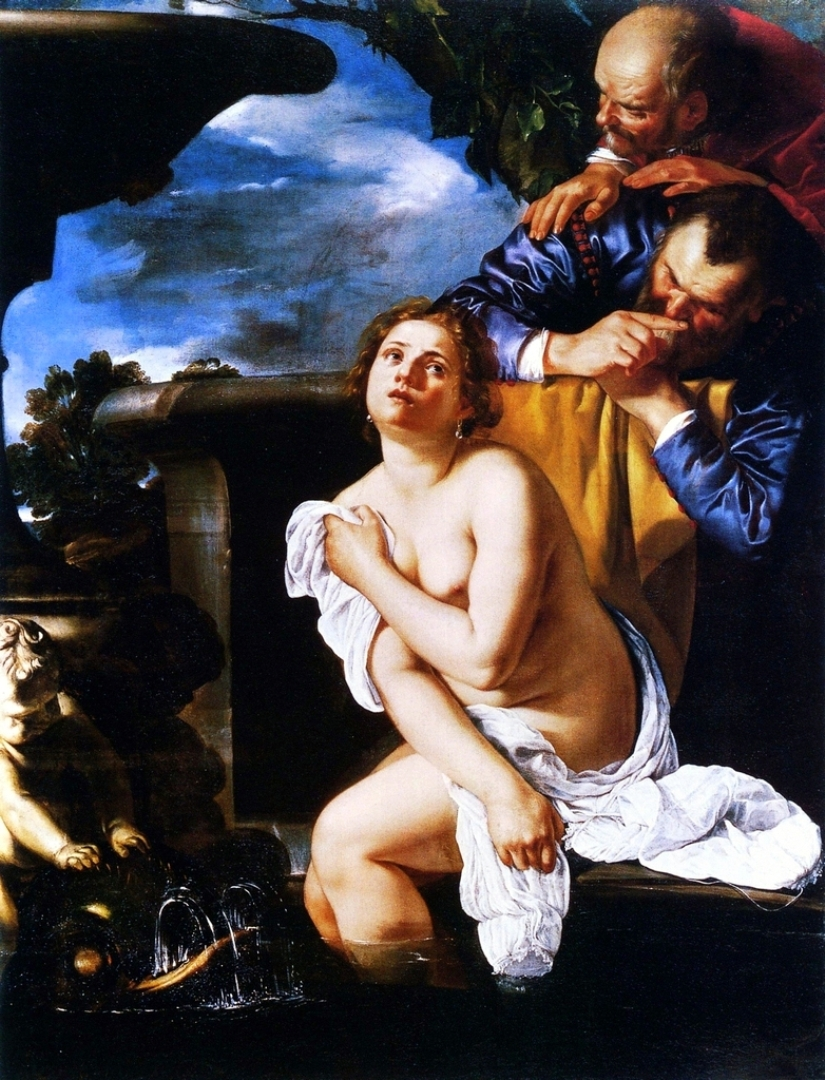
Zsuzsanna és a vének
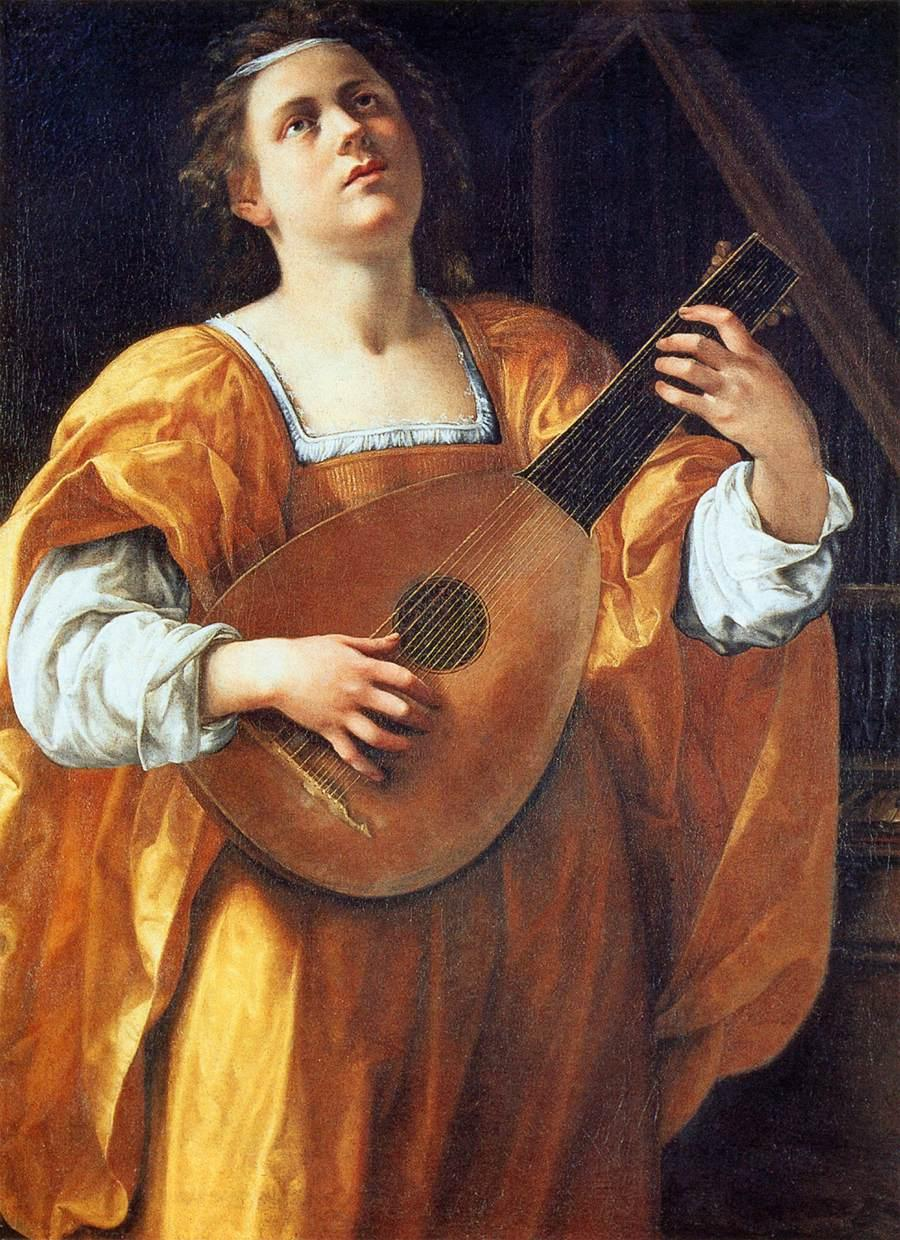
Szent Cecília
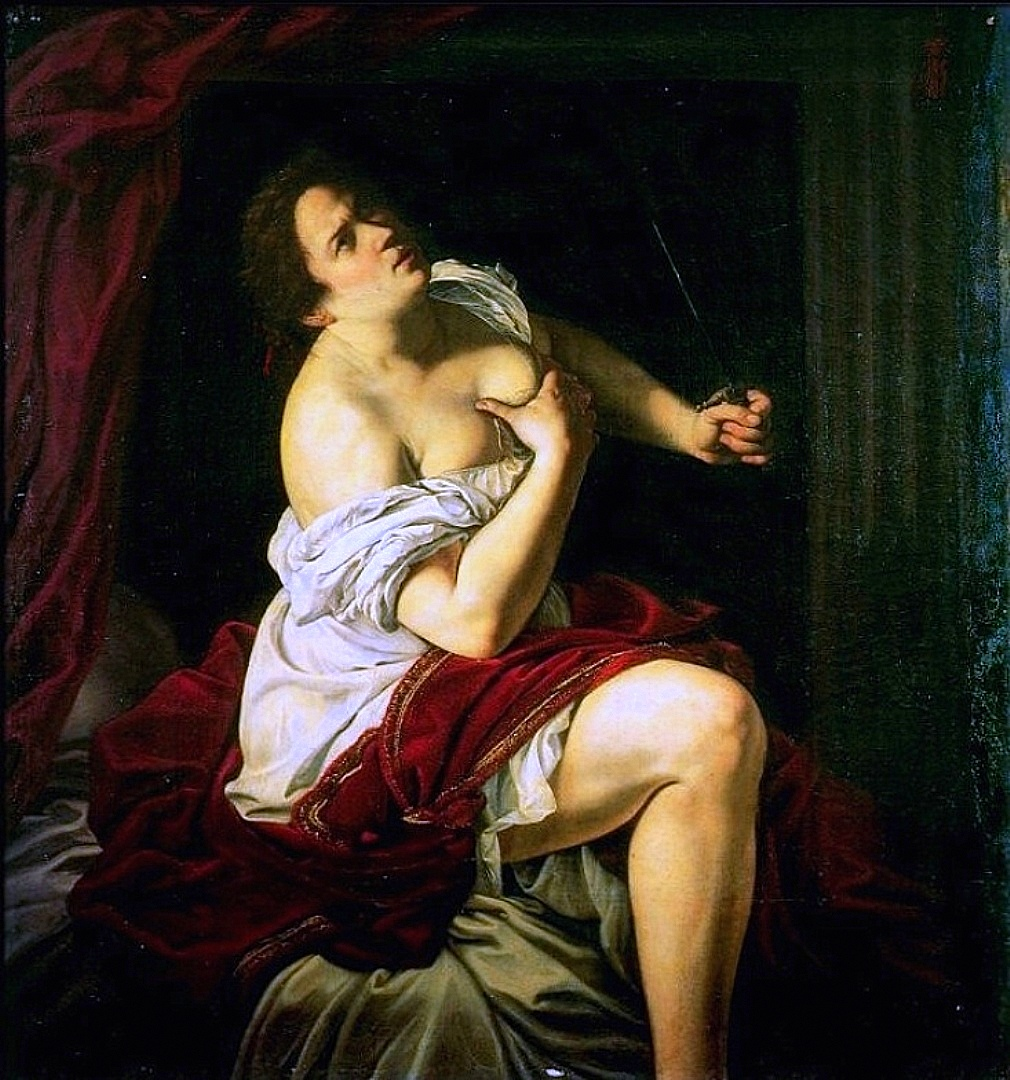
Lukrécia
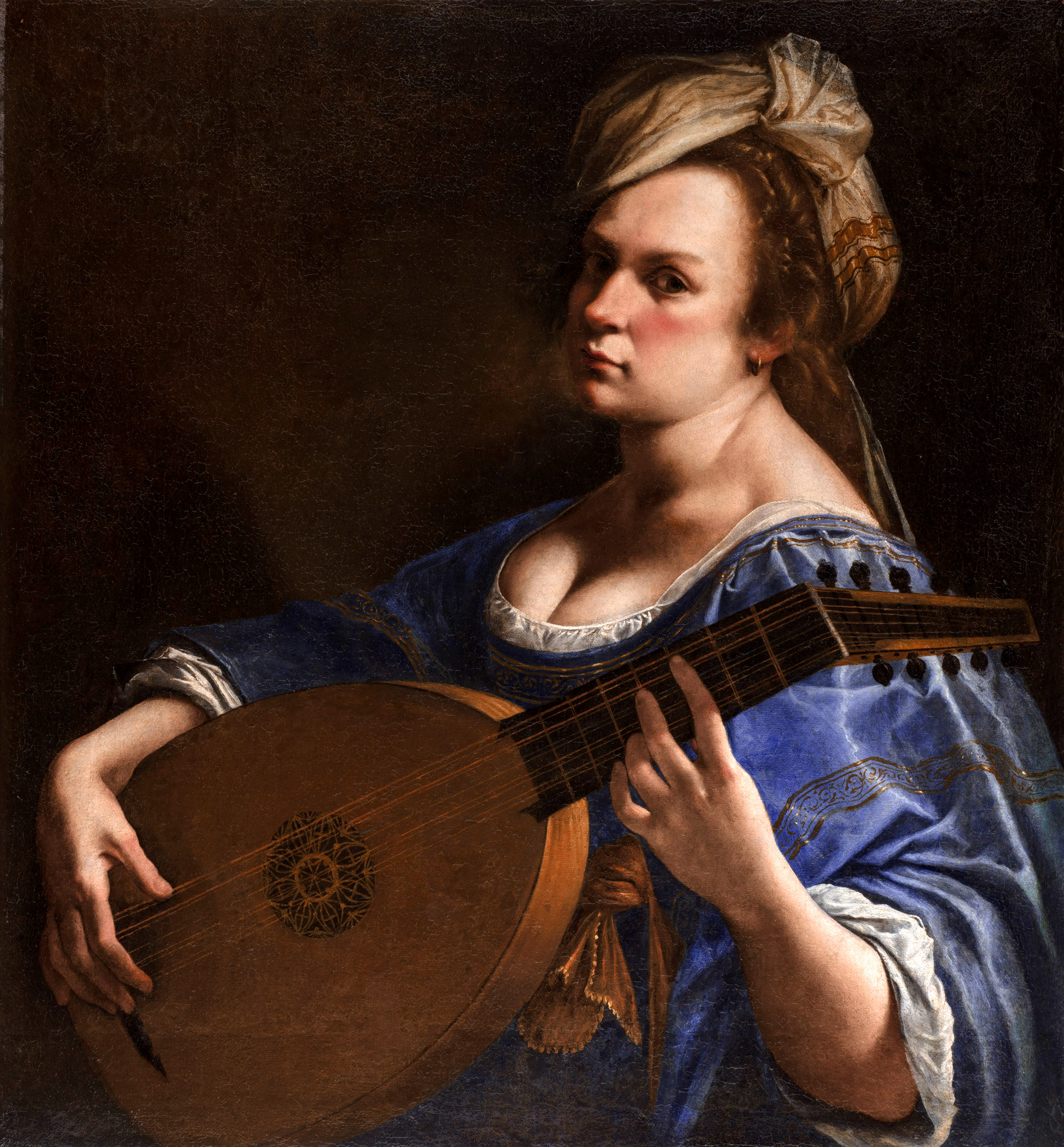
Önarckép lantművészként
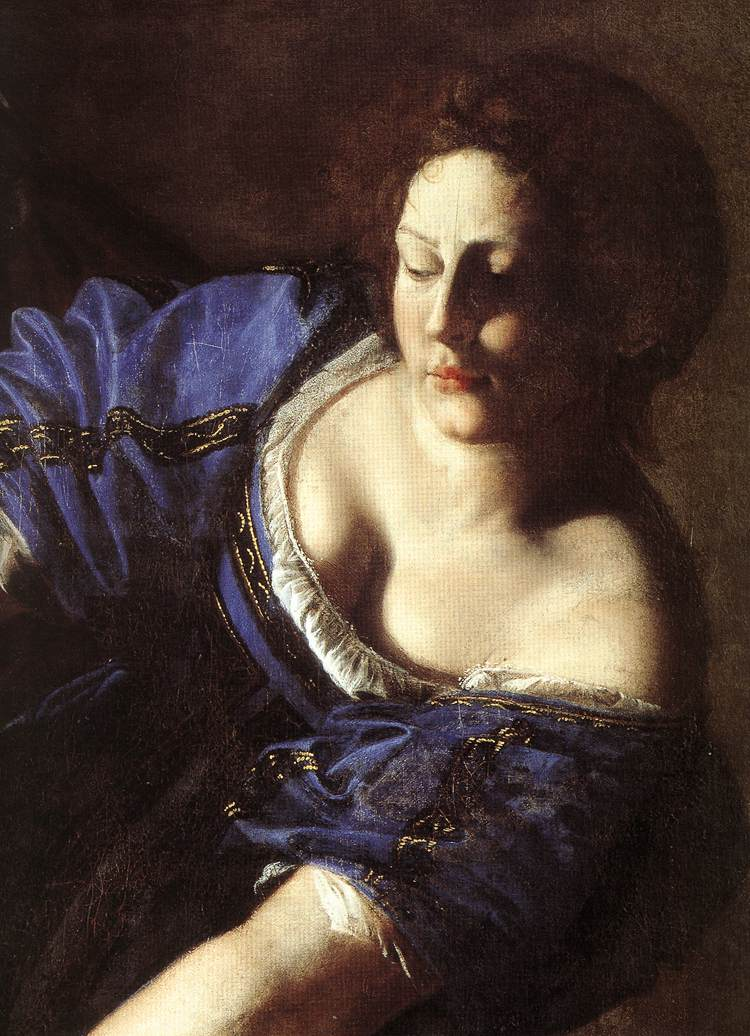
Judit lefejezi Holofernészt, első változat (részlet)
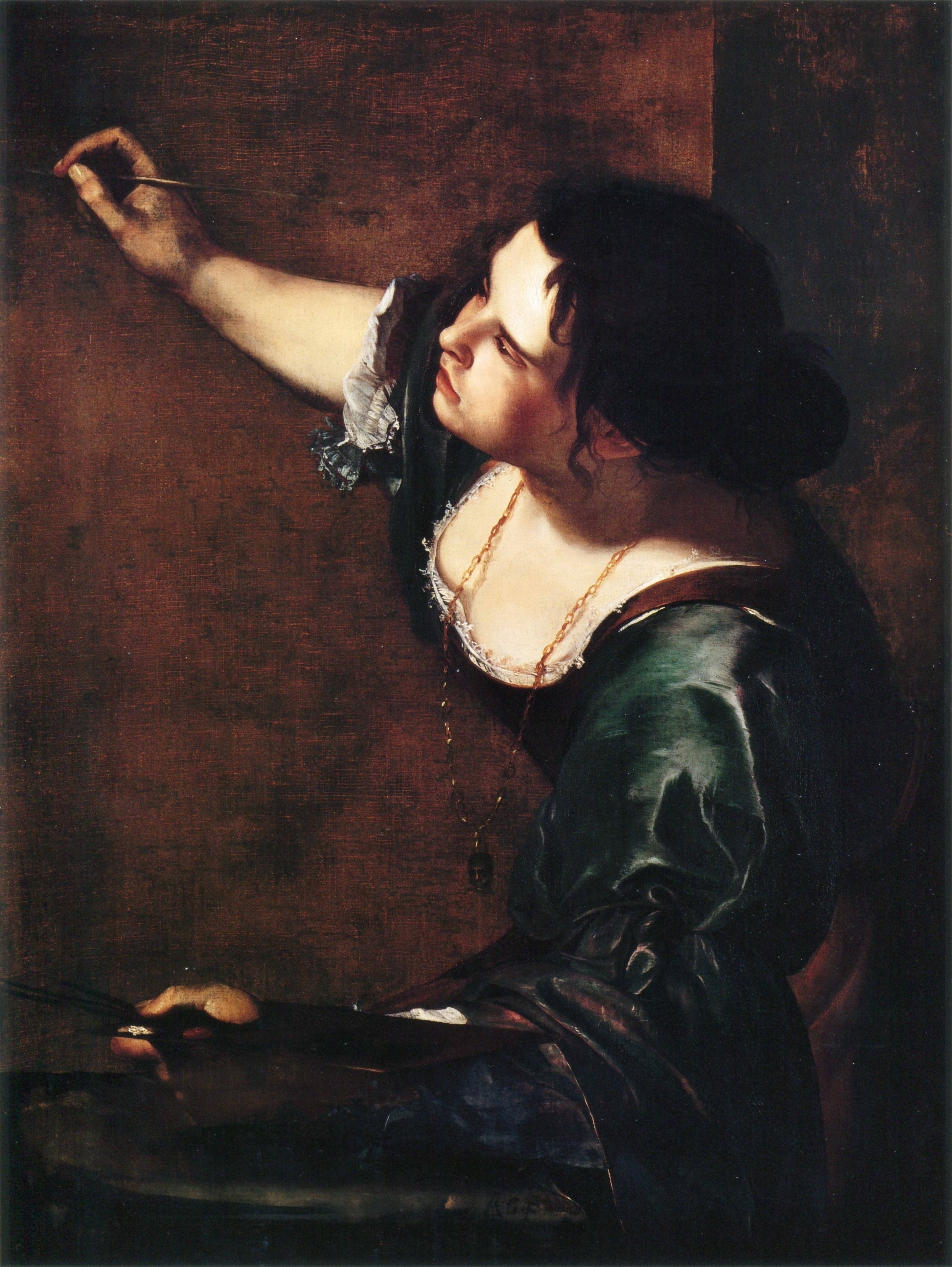
Önarckép: A festészet allegóriája (1630) – ecsettel és palettával ábrázolja a művészt alkotómunka közben

## Főbb művei
- Zsuzsanna és a vének, 1610, Pommersfelden, Schönborn-gyűjtemény
- Judit lefejezi Holofernészt, 1612–1613, Nápoly, Capodimonte-palota
- Szűz Mária a gyermekkel, Róma, Palazzo Spada
- Magdolna megtérése, 1615–1616, Firenze, Pitti-palota
- Judit és szolgálólánya, 1618–1619, Firenze, Pitti-palota
- Jáhel és Sisera, 1620, Budapest, Szépművészeti Múzeum
- Judit lefejezi Holofernészt, második változat, 1620, Firenze, Uffizi
- Egy gonfaloniere arcképe, 1622, Bologna
- Judit és szolgálólánya, 1625–1627, Detroit, Institute of Arts
- Az alvó Vénusz, Princetoni Egyetem
- Eszter és Ahaszvérusz, 1628–1635, New York, Metropolitan Művészeti Múzeum
- Angyali üdvözlet, 1630, Nápoly, Capodimonte-palota
- Szent Januáriusz a pozzuoli amfiteátrumban, 1636–1637, Nápoly, Capodimonte-palota
- Keresztelő Szent János születése, 1633–1635, Madrid, Prado
- Corisca és a szatír, 1630–1635, magángyűjtemény
- A béke és a művészetek diadala, Greenwich, Casa delle Delizie
- Zsuzsanna és a vének, 1649, Brno
- Madonna gyermekével rózsák között, 1651, Escorial